# Скальотти, Эллисон
Э́ллисон Скальо́тти (англ. Allison Glenn Scagliotti, род. 21 сентября 1990, Монтерей, Калифорния) — американская актриса, наиболее известна по ролям Минди Креншоу в сериале «Дрейк и Джош» и Клаудии Донован в сериале «Хранилище 13».

## Биография
Эллисон Скальотти родилась 21 сентября 1990 года в Монтерее, штат Калифорния. Росла с обоими родителями, однако, когда Эллисон было два года, её родители развелись. В возрасте семи лет она переехала в Мандевиль, штат Луизиана, где впоследствии будущая актриса поступила в Начальную школу Понтчартрейн. Там она присоединилась к драмкружку, где она вскоре стала получать лучшие роли в школьных спектаклях и других местных интерпретациях. В 2001 году она вместе со своей матерью переехала в Лос-Анджелес, где в настоящее время работает, по мере возможности посещая свой дом в городе Монтерей.
Двоюродная сестра спортсмена-профессионала Алекса Скальотти (вейкбординг). А другой двоюродный брат актрисы — Кевин Пфайфер — гитарист, вокалист и автор песен в группе «Пять минут свободы».

### Карьера
Первой ролью Эллисон стала роль Молли Поттс в пилоте сериала «Самое страшное Америки» в 2002 году. Широкую известность ей принесла роль Минди Крэншоу в сериале «Дрейк и Джош». Также было множество эпизодических ролей в известных телесериалах: «Скорая помощь», «C.S.I. Место преступления», «Тайны Смолвиля», «Зоуи 101», «Холм одного дерева». Первую главную роль в кино актриса получила в фильме «Искупление Мэдди» в 2006 году. Однако наиболее известна Скальотти стала по роли Клаудии Донован из сериала «Хранилище 13».

## Избранная фильмография
| Год          |    | Русское название                    | Оригинальное название          | Роль                        |
| ------------ | -- | ----------------------------------- | ------------------------------ | --------------------------- |
| 2002         | тф | Самое страшное Америки              | America's Most Terrible Things | Молли Поттс                 |
| 2004         | тф | Когда мы были взрослыми             | Back When We Were Grownups     | Эмми                        |
| 2004—2007    | с  | Дрейк и Джош                        | Drake & Josh                   | Минди Креншоу               |
| 2005         | с  | Зоуи 101                            | Zoey 101                       | Стейси                      |
| 2006         | ф  | Телевизор                           | The TV Set                     | Бетани                      |
| 2006         | тф | Читай и рыдай                       | Read It and Weep               | Сойер Салливан              |
| 2006         | с  | Скорая помощь                       | ER                             | Джози Уэллер                |
| 2006—2007    | с  | Холм одного дерева                  | One Tree Hill                  | Эбби Браун                  |
| 2007         | ф  | Искупление Мэдди                    | Redemption Maddie              | Мэдди                       |
| 2008         | тф | Счастливого Рождества, Дрейк и Джош | Merry Christmas, Drake & Josh  | Минди Креншоу               |
| 2009         | с  | C.S.I.: Место преступления          | CSI: Crime Scene Investigation | Джемма                      |
| 2009         | с  | Сознание                            | Mental                         | Хизер Мастерс               |
| 2009         | с  | Тайны Смолвиля                      | Smallville                     | Джейна                      |
| 2010—2014    | с  | Хранилище 13                        | Warehouse 13                   | Клаудия Донован             |
| 2010         | с  | Эврика                              | Eureka                         | Клаудия Донован             |
| 2013         | с  | Кости                               | Bones                          | Джилл Райан                 |
| 2013         | с  | В поле зрения                       | Person of Interest             | Молли Нельсон               |
| 2013         | с  | Их перепутали в роддоме             | Switched at Birth              | Аида Адамс                  |
| 2015—2016    | с  | Сшиватели                           | Stitchers                      | Камилла Энгельсон           |
| 2016         | с  | Дневники вампира                    | The Vampire Diaries            | Джорджина «Джорджи» Даулинг |
| 2024 — н. в. | с  | Истерия!                            | Hysteria!                      | офицер Олсен                |